# THE IDOLM@STER BEST ALBUM 〜MASTER OF MASTER〜
「THE IDOLM@STER BEST ALBUM 〜MASTER OF MASTER〜」（アイドルマスター ベスト アルバム マスター オブ マスター）は、2008年11月19日から日本コロムビアから発売されたベスト・アルバム。

## 概要
アイドルマスターシリーズ関連の楽曲を、CDに既に収録された音源・新録版・リミックス版で収録。ベスト・アルバムであるにもかかわらず新録部分が多いのは、THE IDOLM@STER関係者全員が「今できるベストを尽くした」ベスト盤であるため。CD2枚組。発売元が発売日に在庫切れを起こした。

## 収録曲
*はリミックス、トークパートは全トラック新録音、リミックス楽曲のヴォーカルパートは新録音と既存録音の混在。

### Disc1
1. GO MY WAY!!*
歌：IM@S ALLSTARS[メンバー 1]
作詞：yura、作曲・編曲：NBGI（神前暁）
2. 開演のあいさつ
3. Do-Dai（M@STER VERSION）*
歌：高槻やよい（仁後真耶子）、双海亜美 / 真美（下田麻美）、天海春香（中村繪里子）
作詞：NBGI（mft）、作曲・編曲：NBGI（中川浩二）
4. 魔法をかけて!（M@STER VERSION）*
歌：秋月律子（若林直美）、萩原雪歩（落合祐里香）
作詞・作曲・編曲：NBGI（神前暁）
5. 太陽のジェラシー（M@STER VERSION）*
歌：天海春香（中村繪里子）、三浦あずさ（たかはし智秋）
作詞：森由里子、作曲・編曲：NBGI（椎名豪）
6. サニー
歌：萩原雪歩（落合祐里香）、三浦あずさ（たかはし智秋）、水瀬伊織（釘宮理恵）、秋月律子（若林直美）、双海亜美 / 真美（下田麻美）
作詞：yura、作曲・編曲：Funta
7. トーク01
8. おはよう!! 朝ご飯（M@STER VERSION）*
歌：高槻やよい（仁後真耶子）、星井美希（長谷川明子）
作詞：中村恵、作曲・編曲：NBGI（佐々木宏人）
9. エージェント夜を往く（M@STER VERSION）*
歌：菊地真（平田宏美）、双海亜美 / 真美（下田麻美）
作詞・作曲・編曲：NBGI（LindaAI-CUE）
10. relations（M@STER VERSION）*
歌：星井美希（長谷川明子）、秋月律子（若林直美）
作詞：NBGI（mft）、作曲・編曲：NBGI（中川浩二）
11. 9:02pm（M@STER VERSION）*
歌：三浦あずさ（たかはし智秋）、菊地真（平田宏美）
作詞：yura、作曲・編曲：NBGI（Jesahm）
12. 思い出をありがとう（M@STER VERSION）*
歌：星井美希（長谷川明子）、如月千早（今井麻美）
作詞：中村恵、作曲・編曲：NBGI（佐々木宏人）
13. GO MY WAY!!（M@STER VERSION）*
歌：水瀬伊織（釘宮理恵）、如月千早（今井麻美）、菊地真（平田宏美）
作詞：yura、作曲・編曲：NBGI（神前暁）
14. THE IDOLM@STER（M@STER VERSION）*
歌：天海春香（中村繪里子）
作詞：中村恵、作曲・編曲：NBGI（佐々木宏人）
15. 団結
歌：IM@S ALLSTARS[メンバー 1]
作詞：NBGI（石原章弘）、作曲・編曲：NBGI（佐々木宏人）
16. トーク02
17. 空
歌：音無小鳥（滝田樹里）
作詞：yura、作曲：NBGI（神前暁）

### Disc2
1. 私はアイドル♡（M@STER VERSION）*
歌：水瀬伊織（釘宮理恵）、秋月律子（若林直美）、星井美希（長谷川明子）
作詞：中村恵、作曲・編曲：NBGI（佐々木宏人）
2. ポジティブ！（M@STER VERSION）
歌：双海亜美 / 真美（下田麻美）、高槻やよい（仁後真耶子）、水瀬伊織（釘宮理恵）
作詞：NBGI（mft）、作曲・編曲：NBGI（中川浩二）
3. My Best Friend（M@STER VERSION）*
歌：萩原雪歩（落合祐里香）、秋月律子（若林直美）、高槻やよい（仁後真耶子）
作詞：NBGI（uRy）、作曲・編曲：NBGI（おおくぼひろし）、編曲：NBGI（大上昌子）
4. Here we go!!（M@STER VERSION）*
歌：水瀬伊織（釘宮理恵）、天海春香（中村繪里子）
作詞：yura、作曲・編曲：NBGI（Jesahm）
5. バレンタイン*
歌：双海亜美 / 真美（下田麻美）、高槻やよい（仁後真耶子）
作詞・作曲・編曲：桃井はるこ、編曲：齋藤真也
6. 神さまのBirthday*
歌：如月千早（今井麻美）、萩原雪歩（落合祐里香）、三浦あずさ（たかはし智秋）
作詞：伊那村さちこ、作曲・編曲：NBGI（Yoshi）
7. メリー
歌：天海春香（中村繪里子）、如月千早（今井麻美）、高槻やよい（仁後真耶子）、菊地真（平田宏美）、星井美希（長谷川明子）
作詞：yura、作曲・編曲：Funta
8. トーク03
9. shiny smile（M@STER VERSION）*
歌：天海春香（中村繪里子）、萩原雪歩（落合祐里香）、秋月律子（若林直美）
作詞：朝日祭、作曲・編曲 ：NBGI（Yoshi）
10. First Stage（M@STER VERSION）*
歌：萩原雪歩（落合祐里香）、菊地真（平田宏美）
作詞：中村恵、作曲・編曲：NBGI（佐々木宏人）
11. my song（M@STER VERSION）*
歌：三浦あずさ（たかはし智秋）、水瀬伊織（釘宮理恵）、如月千早（今井麻美）
作詞：yura、作曲・編曲：神前暁
12. 蒼い鳥（M@STER VERSION）
歌：如月千早（今井麻美）
作詞：森由里子、作曲：NBGI（椎名豪）、編曲：塩入俊哉
13. トーク04
14. まっすぐ（M@STER VERSION）*
歌：菊地真（平田宏美）、三浦あずさ（たかはし智秋）、双海亜美 / 真美（下田麻美）、星井美希（長谷川明子）
15. アンコール
16. THE IDOLM@STER
歌：IM@S ALLSTARS[メンバー 1]
作曲：中村恵、作曲・編曲：NBGI（佐々木宏人）
17. i
歌：IM@S ALLSTARS+[メンバー 2]
作曲：中村恵、作曲・編曲：NBGI（佐々木宏人）
18. 閉演のあいさつ

### ユニットメンバー
1. 1 2 3  天海春香（中村繪里子）、星井美希（長谷川明子）、如月千早（今井麻美）、高槻やよい（仁後真耶子）、萩原雪歩（長谷優里奈）、菊地真（平田宏美）、双海亜美 / 真美（下田麻美）、水瀬伊織（釘宮理恵）、三浦あずさ（たかはし智秋）、秋月律子（若林直美）
2. ↑  天海春香（中村繪里子）、星井美希（長谷川明子）、如月千早（今井麻美）、高槻やよい（仁後真耶子）、萩原雪歩（長谷優里奈）、菊地真（平田宏美）、双海亜美 / 真美（下田麻美）、水瀬伊織（釘宮理恵）、三浦あずさ（たかはし智秋）、秋月律子（若林直美）、音無小鳥（滝田樹里）